# Малафеево (Ярославская область)
Малафеево — деревня в Пошехонском районе Ярославской области России. 
В рамках организации местного самоуправления входит в Ермаковское сельское поселение, в рамках административно-территориального устройства — в Гаютинский сельский округ.

## География
Деревня находится в северной части области, в подзоне южной тайги, на левом берегу реки Маткомы, при автодороге 78К-0004, на расстоянии примерно 39 километров (по прямой) к северо-западу от города Пошехонье, административного центра района. Абсолютная высота — 111 метров над уровнем моря.
Климат
Климат характеризуется как умеренно континентальный, с продолжительной холодной зимой и коротким умеренно тёплым летом. Среднегодовая температура воздуха — 2,9 — 3,5 °C. Годовое количество атмосферных осадков — 500—750 мм, из которых большая часть выпадает в тёплый период. Преобладающее направление ветра юго-западное.
Часовой пояс
Малафеево, как и вся Ярославская область, находится в часовой зоне МСК (московское время). Смещение применяемого времени относительно UTC составляет +3:00.

## Население
| 2007 | 2010 |
| ---- | ---- |
| 185  | ↘153 |

Национальный состав
Согласно результатам переписи 2002 года, в национальной структуре населения русские составляли 99 % из 189 жителей.

## Инфраструктура
Библиотека, продуктовый и рыбный магазины, пункт выдачи OZON, сельский клуб.

## Общественный транспорт
Малафеево обслуживается пригородным автобусным маршрутом № 119 Пошехонье — Зинкино, междугородними маршрутами №№ 5930 Череповец — Рыбинск, 6794 Череповец — Иваново.

## Улицы
Улицы: Магистральная, Заречная.
Переулки: Каменный, Новый.